# أوول يور بيس آر بيلونغ تو أس

هذه العبارة مأخوذة من نص افتتاحية لعبة زيرو وينغ.

"All your base are belong to us" (نطقا: أوول يور بيس آر بيلونغ تو أس) ويختصر أحيانا إلى "All Your Base"، "AYBABTU"، "AYB"، هي جملة إنجليزية ركيكة (غير صحيحة القواعد) سبق أن أصبحت طرفة انتشرت عبر الإنترنت من عام 2000 إلى 2002، وأصلها مشهد الافتتاحية من النسخة الأوروبية لإحدى ألعاب كمبيوتر سيغا ميغا درايف عام 1991 وهي زيرو وينغ من شركة تاوبلان مترجمة بشكل سيئ من اللغة اليابانية إلى الإنجليزية، لتنتشر بسرعة على منتديات موقع سامثينغ أوفول Something Awful.

## النص الأصلي والترجمة
يحتمل من النص الأصلي للمشهد أن تكون CATS اختصارا لاسم منظمة وليس اسم الرجل الآلي الظاهر على الشاشة.
| النص الأصلي                                                          | الترجمة الإنجليزية الأصلية                          | الترجمة الإنجليزية الصحيحة                                | المعنى العربي                                   |
| -------------------------------------------------------------------- | --------------------------------------------------- | --------------------------------------------------------- | ----------------------------------------------- |
| 機関士：何者かによって、爆発物が仕掛けられたようです。               | Mechanic: Somebody set up us the bomb.              | Engineer: It appears that someone has planted explosives. | المهندس: يبدو أن هناك من زرع قنابل              |
| 通信士：メインスクリーンにビジョンが来ます。                         | Operator: Main screen turn on.                      | Radio Operator: The main screen is receiving a visual.    | مهندس الاتصالات: هناك إشارة تصل الشاشة الرئيسية |
| CATS：連邦政府軍のご協力により、君達の基地は、全てCATSがいただいた。 | CATS: All your base are belong to us.               | CATS: All of your bases are under our control.            | كاتس: جميع القواعد التابعة لكم تحت سيطرتنا      |
| CATS：せいぜい残り少ない命を、大切にしたまえ・・・・。               | CATS: You have no chance to survive make your time. | CATS: Make the most of these last moments of your lives.  | كاتس: فلتستغلوا جيدا اللحظات الأخيرة في حياتكم  |
| 艦長：我々の未来に希望を・・・                                       | Captain: For great justice.                         | Captain: Our hopes for the future                         | القائد: آمالنا نحو المستقبل                     |

## الاستخدام في وسائل الإعلان الكبرى
هذه العبارة وأشباهها من اللعبة ظهرت في مختلف المقالات والكتب والقصص المصورة والملابس والأفلام وبرامج الراديو والأغاني وبرامج التلفزيون والألعاب والمواقع الإلكترونية، على سبيل المثال:
- في الأول من أبريل من 2003 في ستورجيس بميتشيغان، تجمهر سبعة أشخاص تراوحت أعمارهم من 17 إلى 20 سنة رافعين لافتات تحمل عبارة "All your base are belong to us. You have no chance to survive make your time."، ادعوا القيام بمزحة أبريل لكن اعتقد البعض الذين لم يفهموا حقيقة العبارة أنهم على وشك القيام بأمر لا سيما أنه حدث أثناء خوض الولايات المتحدة الحرب على العراق، رئيس الشرطة يوجين آلي وصف اللافتات أنها «تهديد إرهابي محتمل بحسب فهم القارئ لمعناها».
- في الأول من يونيو 2006، أغلق موقع يوتيوب مؤقتا لإجراء عملية صيانة بينما ظهرت عبارة "ALL YOUR VIDEO ARE BELONG TO US" وتعني «كل الفيديو الخاص بكم تنتمي لنا» تحت رمز يوتيوب في صفحة بديلة. اعتقد البعض أن الموقع تعرض لاختراق ما دفع الموقع لعرض رسالة "No, we haven't been hacked. Get a sense of humor." وتعني «لم يتم اختراقنا، فليكن لديك احساسا بالطرفة».
- موقع متعقب المشاكل والأخطاء bugs لبرنامج ميدياويكي يستخدم صورة حشرة كرمز له وهي تقول "All your bug are belong to me".

## وصلات خارجية
- CNET عن فترة صيانة يوتيوب http://news.cnet.com/YouTube-Humor,-not-hack/2100-1026_3-6079314.html
- متعقب المشاكل والأخطاء لبرنامج ميدياويكي https://bugzilla.wikimedia.org/